# Casimiro Piccolo
Il Barone Casimiro Piccolo di Calanovella (Palermo, 26 maggio 1894 – Capo d'Orlando, 4 dicembre 1970) è stato un pittore, esoterista e sensitivo italiano.

## Biografia
Di famiglia aristocratica, era figlio del barone Giuseppe Piccolo di Calanovella e di Donna Teresa Tasca Filangeri di Cutò, nonché fratello del poeta Lucio Piccolo. Cugino di Giuseppe Tomasi di Lampedusa, a partire dal 1932 insieme alla madre, al fratello e alla sorella Agata Giovanna, fuggì dalla mondanità palermitana per trascorrere il proprio tempo a Villa Piccolo, la dimora di famiglia nelle colline di Capo d'Orlando, in un isolamento pressoché totale.
Studioso di metapsichica e di occultismo, pare che lui insieme al fratello Lucio e la sorella Agata siano stati, da giovani, membri della massoneria e della prima Società teosofica, fondata nel 1875 da Henry Steel Olcott e Madame Blavatsky, sebbene non esistano testimonianze dirette al riguardo. Sempre nel capoluogo siciliano fu iscritto alla Società Siciliana per la Storia Patria. Era lettore assiduo di riviste europee dell'epoca e di pubblicazioni aventi carattere scientifico, psicologico e misterico, specialmente in lingua inglese e francese. 
In gioventù studiò a Roma, e del periodo giovanile restano diverse lettere e molti acquerelli aventi come oggetto ritratti di famiglia o di piante o di paesaggi, secondo lo stile della pittura siciliana fra tardo Ottocento e primo Novecento.

### Gli "acquerelli magici"
È ricordato soprattutto per i suoi acquerelli a sfondo esoterico e magico-simbolico del periodo della maturità, eseguiti a partire dagli anni trenta: sceglieva quali soggetti prediletti figure mitologiche e spiriti della natura che riferiva di incontrare lungo le sue passeggiate notturne nei giardini e nei viali di Villa Piccolo, tra cui elfi, fate, gnomi, folletti e altri personaggi del bosco, che Bent Parodi annovera fra i cosiddetti «spiriti elementali», oppure Yeats designa come «popolo fatato».
Forse ispirati al testo di Paracelso De nymphis, sylphis, pygmaeis et salamandris, oggi i suoi "acquerelli magici" sono visitabili in una mostra permanente detta "Casimiroteca" a Villa Piccolo.

### Ritratti fotografici
All'amore per la pittura, Casimiro affiancò la passione per la fotografia, con migliaia di scatti, oggi custoditi anch'essi nel museo gestito dalla Fondazione Famiglia Piccolo di Calanovella da lui istituita nel 1970 nella villa di famiglia. In particolare, restano memorabili i suoi ritratti fotografici di borghi dei Nebrodi e di uomini e donne dell'immediato dopoguerra (contadini, pescatori, lavandaie), testimonianze uniche di una Sicilia profonda oggi scomparsa.

## Testi teatrali su Casimiro Piccolo
- Le notti di Casimiro, testo di Alberto Samonà, riduzione teatrale a cura della compagnia "La casa dei Santi" di Giovanni Calcagno e Alessandra Pescetta.